# Lukas Karlsson
Nils Olof Lukas Karlsson, född 21 maj 1982 i Nyköping, är en svensk handbollstränare och tidigare handbollsspelare (mittnia).
Lukas Karlsson har spelat för IFK Nyköping, Hammarby IF, Viborg HK och KIF Kolding/København. I Hammarby var Karlsson lagkapten och tillika en av de mest tongivande spelarna i laget. Han var med klubben bland annat med om att gå upp i Elitserien 2002 och att ta dess första SM-guld 2006. Efter att ha vunnit två SM-guld med Hammarby 2006-2007 gick han till Viborg HK i Danmark. 2009 gick han till KIF Kolding.
Lukas Karlsson var med och vann guld vid U21-VM 2003 i Brasilien. Han deltog vid VM 2009 i Kroatien, EM 2010 i Österrike, VM 2011 i Sverige, EM 2014 i Danmark och VM 2015 i Qatar.
Han är gift med den norska handbollsspelaren Ida Bjørndalen sedan 2012 och de har tre barn, ett fött 2015 och tvillingar födda 2019.